# Robert Beale

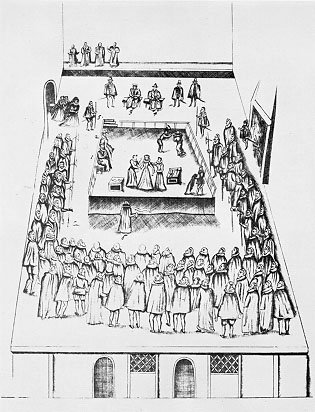
Este esbozo de la ejecución de la reina María I de Escocia fue dibujado para acompañar la memoria oficial del proceso compuesta por Robert Beale como miembro del Consejo Real Privado.

Robert Beale  (1541 - 1601) fue un diplomático, anticuario, bibliógrafo e hispanista inglés del reinado de Isabel I. 

## Biografía
Ardiente protestante puritano, tuvo que exiliarse de Inglaterra cuando advino al poder la reina María Tudor y regresó cuando llegó al poder Isabel I. Se casó con Edith, hija de Henry St. Barbe de Somerset, y hermana de la esposa de Sir Francis Walsingham. En 1564 obtuvo una embajada inglesa en París y viajó por Alemania. Walsingham estuvo en París como embajador residente en 1570 y lo hizo su secretario. Con motivo de la Masacre de San Bartolomé dos años más tarde (24 de agosto de 1572), escribió un Discourse by way of Letter to the Lord Burghley sobre este evento. El mismo año sucedió a Robert Monson como diputado por Totnes en el parlamento. En ese tiempo fue hecho miembro del consejo real. 
Durante una ausencia de Walsingham por un viaje a Holanda en verano de 1578 Beale actuó como secretario de estado y también en 1581 y 1583, con ocasíón de misiones de Walsingham en Francia y Escocia en esos años. Como hispanista se le debe Rerum Hispanicarum scriptores aliquot quorum nomina versa pagina indicabit ex bibliotheca clarissimi viri Dn. Roberti Beli Angli, Francofurti: Andreae Wecheli, 1579, dos vols.

## Obras
- Rerum Hispanicarum scriptores aliquot quorum nomina versa pagina indicabit ex bibliotheca clarissimi viri Dn. Roberti Beli Angli, Francofurti: Andreae Wecheli, 1579, dos vols.
- Argument touching the Validity of the Marriage of Charles Brandon, Duke of Suffolk, with Mary, Queen-dowager of France (sister to King Henry VIII), and the Legitimacy of the Lady Frances, their daughter. En Latin, MS. Univ. Libr., Cambr. Dd. 3, 85, art. 18.,
- A Large Discourse concerning the Marriage between the Earl of Hertford and the Lady Catherine Grey. En Latin, MS. Univ. Libr. Cambr. Ii. 5, 3, art. 4.
- Discourse after the Massacre in France, 15 pp. MS. Cotton, Tit. F. iii. 299.
- A Book against Oaths ministered in the Courts of Ecclesiastical Commission from her Majesty, and in other Courts Ecclesiastical.
- A Book respecting Ceremonies, the Habits, the Book of Common Prayer, and the Power of Ecclesiastical Courts, 1584
- The Order and Manner of the Execution of Mary Queen of Scots, Feb. 8, 1587.
- A Summary Collection of certain Notes against the Manner of proceeding ex officio by Oath.
- A Consideration of certain Points in the Treaty to be enlarged or altered in case her Majesty make a new Treaty with the States, April 1589. MS. Cott. Galba, D. iv. 163. En esta obra fue asistido por el doctor Bartholomew Clerke.
- A Deliberation of Henry Killigrew and Robert Beale concerning the Requisition for Restitution from the States. London, August 1595. MS. Cott. Galba, D. xi. 125.

- Datos: Q5639235